# Piauí
Le Piauí ou Piauhy  (/pjo.i/ ; prononcé en portugais : /piaw'i/) est un des États du Brésil, situé dans la région nord-est du pays, dans la région aride du Sertão. En 2019, l'État, qui compte 1,6 % de la population brésilienne, est responsable de 0,7 % du PIB du pays,,,.
Le Piauí est le plus pauvre de tous les États brésiliens, une situation qui fut constante depuis les débuts de la colonisation portugaise au XVIe siècle. L'État n'a pratiquement pas d'industrie, et dépend presque entièrement de l'agriculture, 
principalement l'élevage de bétail. Cependant, malgré son économie rurale, il y a presque parfait équilibre entre les populations urbaines et rurales.

## Géographie et climat

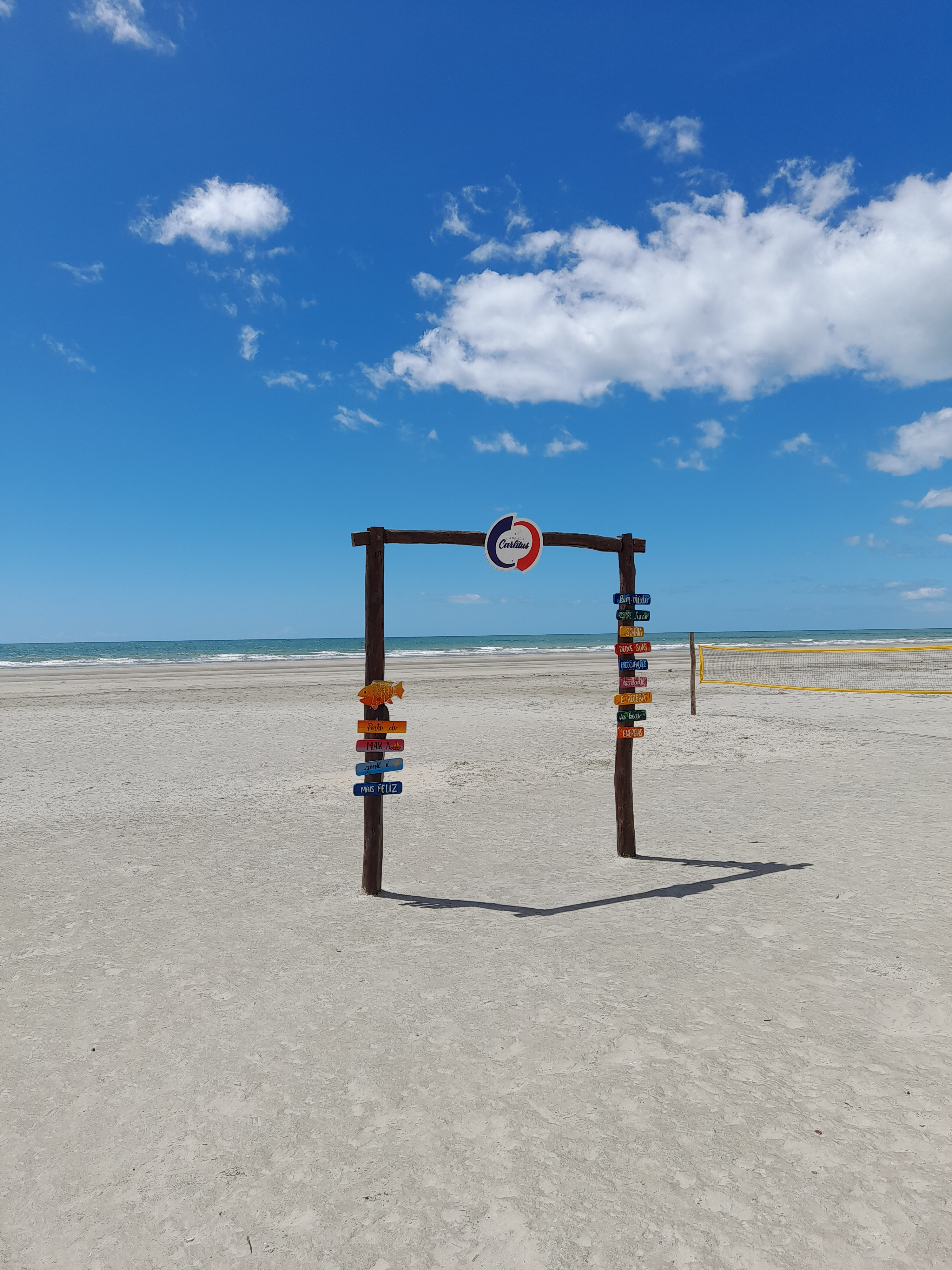
Luís Correia, Piauí.

Le relief est moyen avec plus de 53 % sous les 300 m. Les rios Parnaíba, Poti, Canindé, et Piauí sont les cours d'eau principaux.
La majorité de l'État a un climat semi-aride avec des périodes humides de décembre à avril et sèches durant le reste de l'année. La plupart des terres au Piauí est du domaine de la caatinga, un des grands écosystèmes brésiliens caractérisé par son aridité.
Le Piauí possède le littoral le plus court de tous les États du nord-est brésiliens avec 66 km, et la capitale, Teresina, est la seule capitale d'État du nord-est à être 
située loin des côtes. La raison en est que, à l'inverse du reste du territoire, le Piauí a été initialement colonisé depuis l'intérieur du pays et s'est lentement étendu vers l'océan.

## Histoire
L'État possède plusieurs sites archéologiques importants, dont le parc national de Capivara, riche en vestiges de civilisations préhistoriques amérindiennes.
Les premiers colons portugais au Piauí ont été des hors-la-loi venus du São Paulo, notamment Afonso Mafrense et Jorge Velho. Mafrense fonda ce qui est aujourd'hui Oeiras, tandis que les premiers troupeaux furent amenés par Velho.
Dans les années 1600, beaucoup de gentilshommes appauvris et des prêtres jésuites, ainsi que des esclaves noirs ou indiens, s'établirent ici. Dès cette époque, l'élevage de bétail à large échelle se développa. De grands propriétaires terriens cherchant de nouveaux pâturages pour leur bétail arrivèrent des États voisins comme Bahia et le Maranhão.
Teresina fut la première ville brésilienne à être planifiée. En 1852, un architecte la dessina. Située au confluent du rio Parnaíba et du rio Poti, Teresina fut (et est encore) connue comme la « cité verte » grâce aux innombrables arbres, notamment des manguiers, qui bordent les rues de la cité.

### Gouverneurs
| Période | Période | Identité                           | Étiquette | Qualité |
| ------- | ------- | ---------------------------------- | --------- | ------- |
| 1987    | 1990    | Alberto Tavares Silva              | PFL       |         |
| 1991    | 1994    | Antônio de Almendra Freitas Neto   | PFL       |         |
| 1994    | 1995    | Guilherme Melo                     | PPR       |         |
| 1995    | 2001    | Mão Santa                          | PSC       |         |
| 2001    | 2001    | Kléber Eulálio                     | PMDB      |         |
| 2001    | 2002    | Hugo Napoleão do Rego Neto         | PFL       |         |
| 2003    | 2010    | Wellington Dias                    | PT        |         |
| 2011    | 2014    | Wilson Martins                     | PSB       |         |
| 2014    | 2014    | Antonio José de Moraes Souza Filho | PMDB      |         |
| 2015    | 2022    | Wellington Dias                    | PT        |         |
| 2022    | 2022    | Regina Sousa                       | PT        |         |
| 2022    | 2022    | Rafael Fonteles                    | PT        |         |

## Économie
Le sud de l'État est situé dans la région brésilienne du Cerrado, étant donc un important producteur de céréales. Colonisée par des descendants d'Allemands et d'Italiens du sud du Brésil, cette région est responsable de la production de l'État d'environ 2,4 millions de tonnes de soja et 1,5 million de tonnes de maïs par an, en plus de 109 000 tonnes de riz. De plus, l'État produit annuellement environ 839 000 tonnes de canne à sucre, 365 000 tonnes de manioc, haricot, entre autres. C'est le 2e producteur de noix de cajou au Brésil. avec 25 000 tonnes par an. (données de 2019),.
En 2018, Piauí avait un PIB industriel de 5,6 milliards de reais, soit 0,4% de l'industrie nationale et employant 56 851 travailleurs dans l'industrie. Les principaux secteurs industriels sont : la construction (44,4 %), les services publics aux services industriels, tels que l'électricité et l'eau (28,5 %), l'alimentation (9 %), les boissons (6,2 %) et l'habillement (1,3 %). Ces 5 secteurs concentrent 89,4% de l'industrie de l'État.

## Villes
- Liste des municipalités de l'État du Piauí par ordre de population

## Personnalités liées à l'État
- Sarah Menezes (née en 1990), judokate brésilienne, champion olympique ;
- Luvannor (né en 1990), footballeur.
- Renê (né en 1992), footballeur
- Luiz Júnior (né en 2001), footballeur

## Dans la culture populaire
La région est citée dans la chanson Take me back to Piauí de Juca Chavez.